# Недар
Недар (рум. Nădar) — село у повіті Біхор в Румунії. Входить до складу комуни Спінуш.
Село розташоване на відстані 432 км на північний захід від Бухареста, 23 км на північний схід від Ораді, 118 км на північний захід від Клуж-Напоки.

## Населення
За даними перепису населення 2002 року у селі проживали 212 осіб. Усі жителі села рідною мовою назвали румунську.
Національний склад населення села:
| Національність | Кількість осіб | Відсоток |
| -------------- | -------------- | -------- |
| румуни         | 207            | 97,6%    |
| цигани         | 5              | 2,4%     |